# Marlon Yant Herrera
Marlon Yant Herrera (ur. 23 maja 2001 w Villa Clara) – kubański siatkarz, grający na pozycji przyjmującego, reprezentant kraju. 
Swoje pierwsze kroki siatkarskie stawiał w mieście Villa Clara. Pierwszym jego klubem zagranicznym była drużyna z Francji – Chaumont VB 52. Od sezonu 2020/2021 występuje we włoskiej Serie A, w drużynie Cucine Lube Civitanova.

## Sukcesy klubowe
Puchar Włoch:
- 2021

Mistrzostwo Włoch:
- 2021, 2022[2]
- 2023[3]

Klubowe Mistrzostwa Świata:
- 2021

## Sukcesy reprezentacyjne
Puchar Panamerykański:
- 2019[4][5], 2022[6]
- 2017, 2018

Puchar Panamerykański Juniorów:
- 2017

Mistrzostwa Świata Juniorów:
- 2017

Mistrzostwa Świata U-23:
- 2017

Puchar Panamerykański U-23:
- 2018

Igrzyska Panamerykańskie:
- 2019

Mistrzostwa Ameryki Północnej, Środkowej i Karaibów:
- 2019
- 2023[7]